# Башкортостан (присілок)
Башкортоста́н (рос. Башкортостан, башк. Башҡортостан) — присілок у складі Аскінського району Башкортостану, Росія. Входить до складу Казанчинської сільської ради.
Населення — 45 осіб (2010; 76 у 2002).
Національний склад:
- башкири — 71 %
- татари — 29 %